# Кордельєри

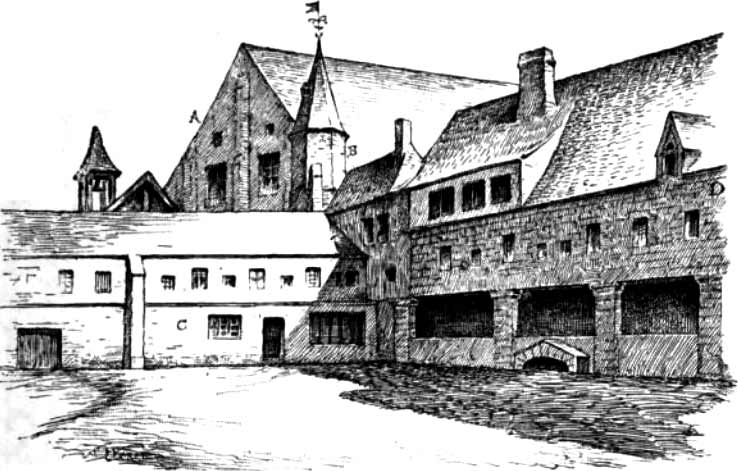
Монастир кордельєрів у 1793 році.

Кордельє́ри (фр. Cordeliers) — назва членів одного з політичних клубів часів Французької революції. Клуб Кордельє́рів був заснований у 1790 році під офіційною назвою Спі́лка прав люди́ни і громадяни́на. Зібрання його членів проходили в будівлі колишнього монастиря францисканців-кордельєрів, від якого він і отримав свою неофіційну назву. Спочатку до кордельерів належали прибічники Жана-Поля Марата, але з кінця 1793 року в клубі почали домінувати ліві якобінці — ебертисти. В березні 1794 року вони здійснили невдалий заколот проти Максиміліана Робесп'єра, після чого клуб закрили.